# Polana Izerska

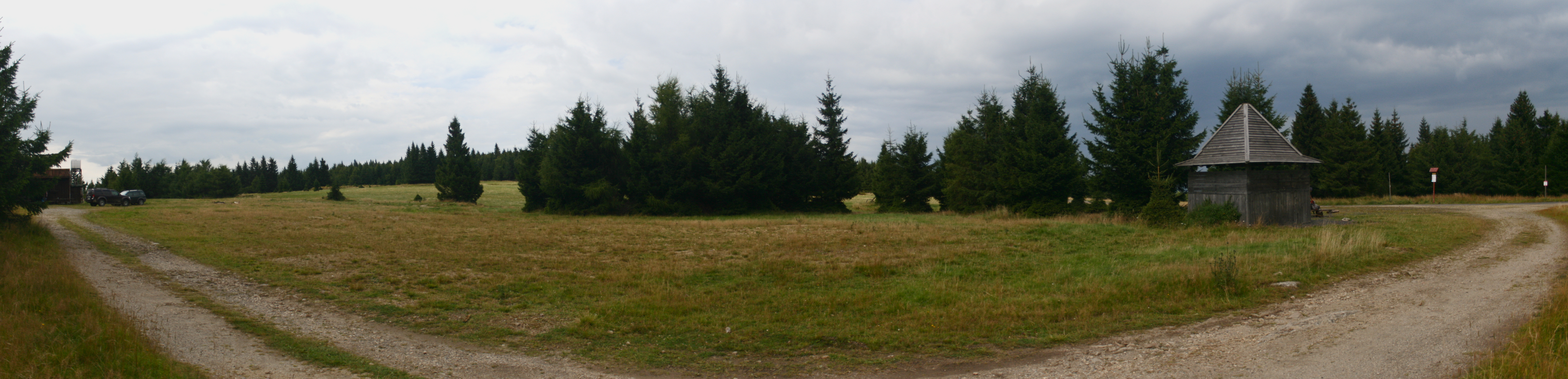
Panorama od strony południowej

 Polana Izerska  (niem. Kammhäuser) – polana wysokogórska, położona na wysokości 965 m n.p.m. w południowo-zachodniej Polsce, w Górach Izerskich w Sudetach Zachodnich.

## Położenie
Polana położona jest w środkowej części Gór Izerskich w  okolicach przełęczy Wysokiego Grzbietu,  około 3,6 km na południowy wschód od miejscowości Świeradów-Zdrój, pomiędzy Świeradowcem po zachodniej stronie a Podmokłą po wschodniej.

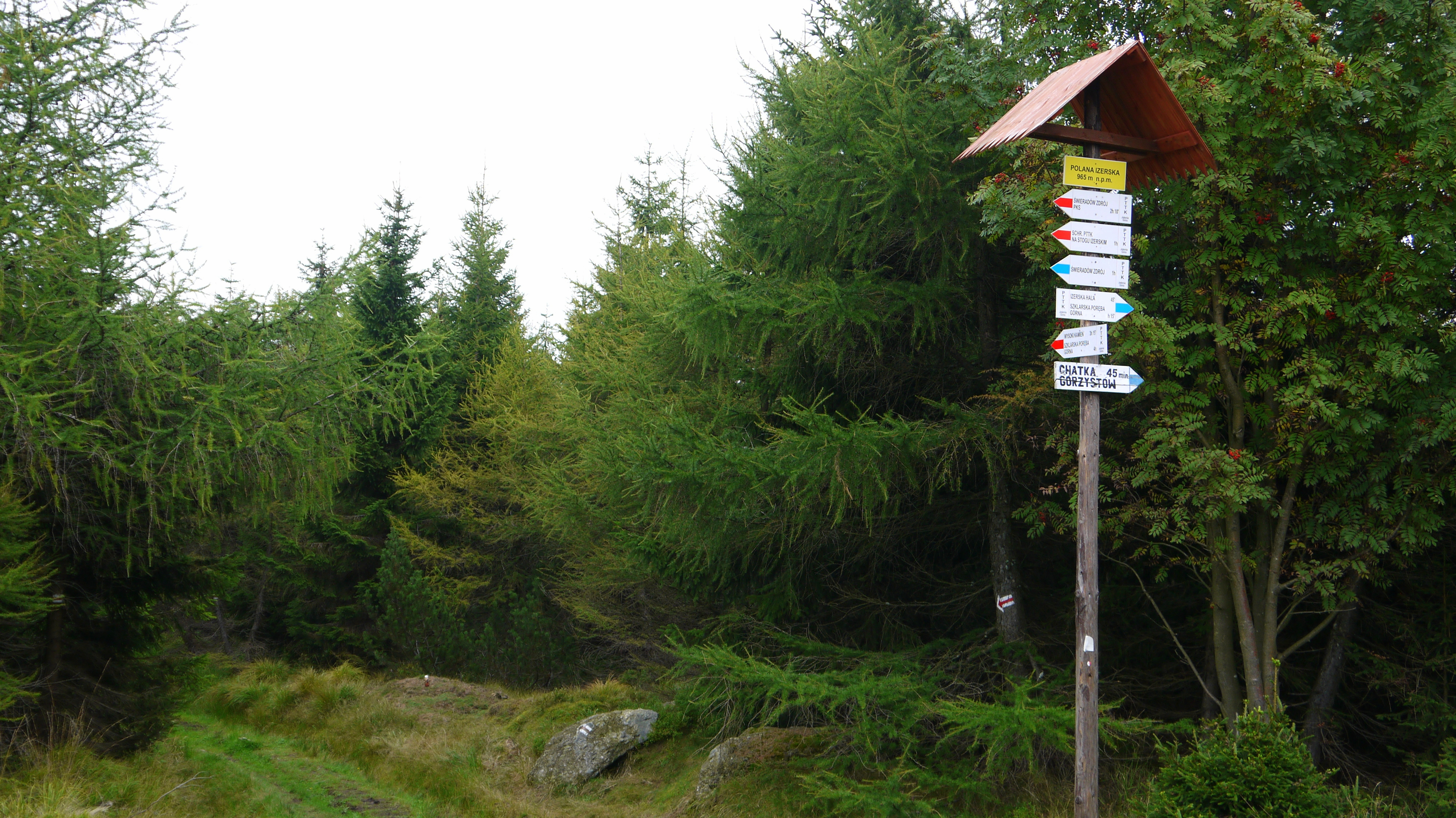

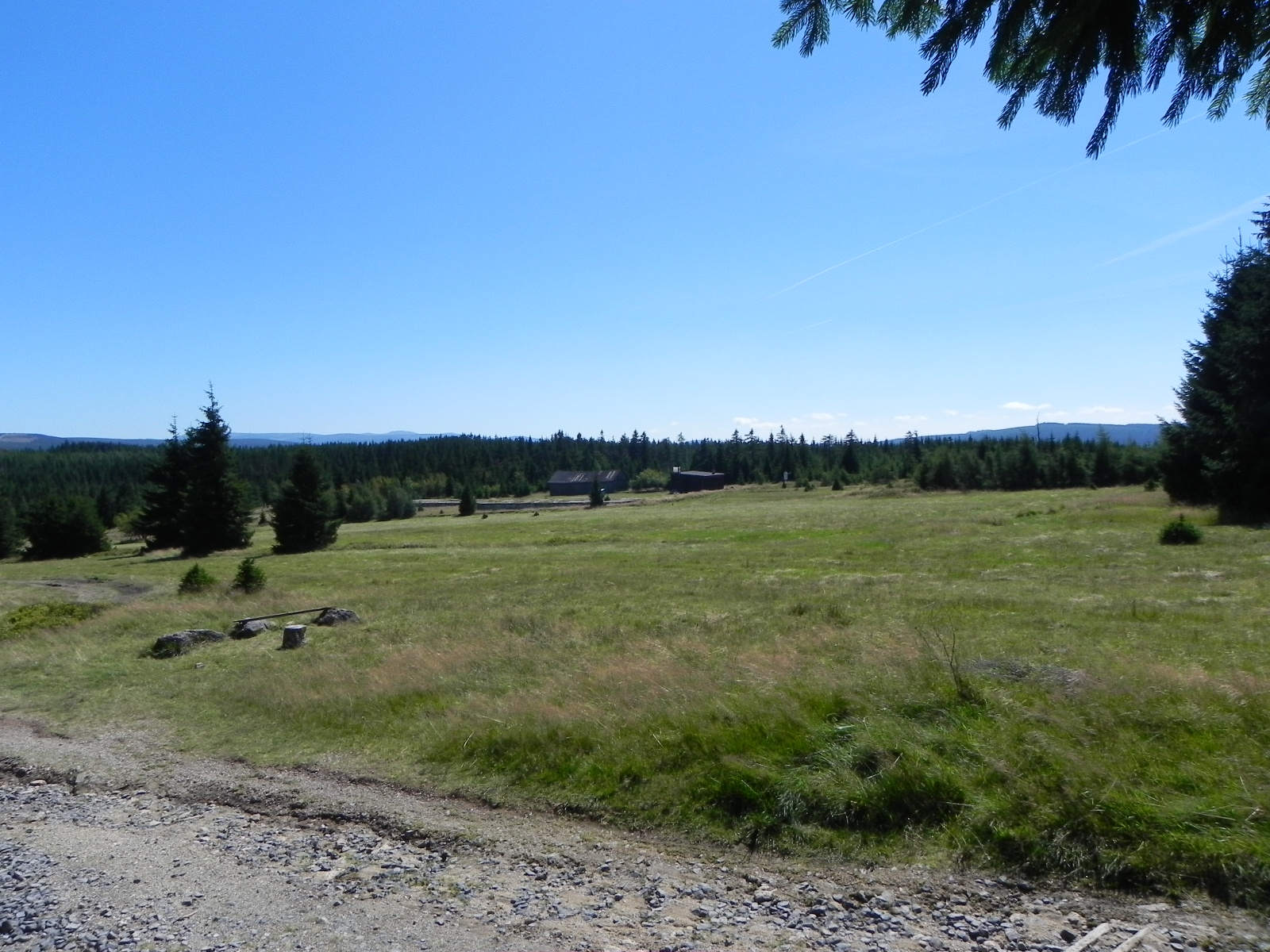

Polana Izerska to rozległa międzyleśna wysokogórska łąka, w kilku miejscach zatorfiona i podmokła. Polana stanowi obszar źródliskowy dopływów Kwisy, od północnej strony i Izery od południowej strony. Polana Izerska leży na głównym kontynentalnym dziale wodnym zlewisk morza Bałtyckiego i Północnego. W latach 80. XX wieku na polanie stały budynki leśnictwa wykorzystywane przy usuwaniu skutków klęski ekologicznej, obecne  pozostała jedynie stodoła leśnictwa i zwykła wiata przeciwdeszczowa. Otoczenie polany jest wylesione, dlatego trudno jest określić jej pierwotne granice.

## Historia
W XIX wieku. w leśnej osadzie znajdowała się gospoda, będąca popularnym miejscem wycieczkowym kuracjuszy ze Świeradowa Zdroju, dla których wybudowano widokową Nową Drogę Izerską, dochodzącą do Starej Drogi Izerskiej. Przed II wojną światową osada nosiła nazwę niem. Kammhäuser, po 1945 r. – Drwale. Nazwa wzięła się od jej ówczesnego przeznaczenia – jej mieszkańcami byli miejscowi drwale. Według dawniejszych źródeł po 1945 r. osada na polanie stopniowo wyludniała się aż do zaniku. Faktycznie jednak miejscowa ludność osady została wysiedlona w wyniku decyzji ówczesnych władz. Przez jakiś czas była prawdopodobnie prawdziwą "osadą przemytników", prężnie działających na polsko-czeskim pograniczu.

### Turystyka
Na Polanie Izerskiej znajduje się węzeł szlaków turystycznych:
- - Główny Szlak Sudecki im. M. Orłowicza ze Świeradowa-Zdroju przez Izerski Stóg, Polanę Izerską, Zwalisko do Szklarskiej Poręby i dalej
- - szlak z Świeradowa-Zdroju przez Polanę Izerską, Zwalisko do Szklarskiej Poręby[4].

Polana Izerska  stanowi dobry punkt widokowy, na przełęczy jest miejsce odpoczynku z wiatą turystyczną.